# Berten D’Hollander
Berten D’Hollander (geboren in Tilerode, Temse, Belgien) ist ein belgischer Querflötist und Hochschullehrer.

## Leben und Wirken
Nach Abschluss seiner Schulzeit studierte Berten D’Hollander Querflöte und war bereits als Student als Solo-Piccoloflötist an der Flämischen Oper tätig. Nach Abschluss seines Konzertexamens trat er dann mit dem Orchester des königlichen Balletts von Flandern, mit dem Belgischen Nationalorchester und mit dem Orchester der La Monnaie auf. Später folgten dann Einladungen als Soloflötist zu Konzerten in Europa, den Vereinigten Staaten und in Japan. Oftmals konzertiert er zusammen mit bekannten Musikern wie beispielsweise Eliane Reyes, Boyan Vodenitcharov, Alain Raës und France Springuel.
Ein besonderer Schwerpunkt seines künstlerischen Engagements ist die Interpretation Zeitgenössischer Musik für Flöte. Als Soloflöstist des Ensemble Musique Noevelles brachte D’Hollander dabei Werke von Claude Ledoux, Jean-Paul Dessy, Michael Finnissy, Brice Pauset, Dmitri Yanov-Yanovski und anderen zur Aufführung. Darüber hinaus bewegt er sich in seinen Arrangements mit Alfredo Marcucci und Steve Houben auch auf dem Gebiet des Tangos und des Jazz.
Schon früh war D’Hollander ein gefragter Flötenlehrer und wurde mit erst 25 Jahren als Professor für Flöte an das Lemmensinstitut der Hogeschool voor Wetenschap & Kunst in Löwen berufen. Seit 2001 hat er eine Dozentenstelle an der Hochschule für Musik und Tanz Köln inne und betreut dort sowohl an der Kölner Zentrale als auch seit einiger Zeit an der Abteilung in Aachen eine Flötenklasse. Darüber hinaus gibt er regelmäßig und weltweit Meisterkurse.

## Diskographie (Auswahl)
- Claude Ledoux: D’Orients, Audio-CD, Ensemble Musiques Nouvelles, Cypres 2009
- Jean-Paul Dessy: Scories, Audio-CD, DJ Olive und Ensemble Musiques Nouvelles, Sub Rosa 2005